# Брёйнс, Луиджи
Луиджи Мауд Брёйнс (нидерл. Luigi Maud Bruins; родился 9 марта 1987 года в городе Роттердам, Нидерланды) — нидерландский футболист, атакующий полузащитник клуба «Смитсхук».
У Брёйнса итальянские корни, отсюда и его имя Луиджи.

## Клубная карьера
Брёйнс — воспитанник клуба «Эксельсиор». 28 января 2005 года в матче против «Эйндховена» он дебютировал в Эрсте дивизи. 12 августа в поединке против «Камбюра» Луиджи забил свой первый гол за «Эксельсиор». Брёйнс помог клубу выиграть первенство первого дивизиона и выйти в элиту. 19 августа 2006 года в матче против «Роды» он дебютировал в Эредивизи. 9 сентября в поединке против «Херенвена» Луиджи забил свои первые голы на высшем уровне, реализовав два пенальти. Несмотря на добротную игру Брёйнса, «Эксельсиор» занял шестнадцатое место и вылетел.
В услугах Луиджи были заинтересованы ПСВ, «Аякс» и английский «Тоттенхэм Хотспур», но он решил остаться в родном городе и выбрал «Фейеноорд». Вместе с Брёйнсом в клуб пришли опытные ветераны, Рой Макай, Джованни ван Брокхорст и Кевин Хофланд, поэтому он рассматривался тренером, как игрок ротации. Несмотря на высокую конкуренцию Луиджи смог принять участие в большинстве матчей сезона и забил шесть голов. Зимой «Фейеноорд» покинул Ройстон Дренте и Брёйнс стал футболистом основы. В том же году он помог команде выиграть Кубок Нидерландов. В 2011 году Луиджи преследовали травмы и постепенно он потерял место в основе.
Летом того же года он перешёл в австрийский «Ред Булл». Контракт был подписан до конца сезона. 15 октября в матче против «Ваккера» Луиджи дебютировал в австрийской Бундеслиге. Брёйнс сыграл за быков три матча после чего контракт был расторгнут. В начале 2012 года он был на просмотре в шотландском «Рейнджерс» и «ВВВ-Венло», но в итоге вернулся в свой родной клуб «Эксельсиор».
В начале 2013 года он перешёл во французскую «Ниццу». Контракт был подписан на два года с возможностью продления. 22 февраля в матче против «Реймса» Брёйнс дебютировал в Лиге 1. 28 апреля в поединке против «Труа» Луиджи забил свой первый гол за «Ниццу». По окончании контракта руководство команды не стало его продлевать и Брёйнс на правах свободного агента вернулся на родину в «Эксельсиор», подписав соглашение до конца сезона.

## Международная карьера
В 2007 году Брёйнс в составе молодёжной национальной команды выиграл домашний молодёжный чемпионат Европы.

## Достижения
Командные
 «Фейеноорд»
- Обладатель Кубка Нидерландов — 2007/08

Международная
 Нидерланды (до 23)
- Чемпионат Европы по футболу среди молодёжных команд — 2007